# Rigo (torrente)
Il torrente Rigo (pr. Rìgo) è un affluente del Nestore in destra idrografica.

## Caratteristiche
Esso nasce in un'area boschiva a poca distanza dall'abitato di Migliano, scorre per 6,4 km nel comune di Marsciano ,in provincia di Perugia e sfocia nel Nestore nei pressi della frazione di Mercatello.
Il Rigo, noto per la limpidezza delle sue acque, è stato giudicato dall'Arpa Umbria di qualità "alta" perché la portata è minima, ma abbastanza costante nell'arco dell'anno, 180 l/s nel mese di gennaio e 165 di media nel mese di aprile.
Nell'alluvione del novembre 2012 il torrente ha toccato la portata di 17 m³/s.

## Il corso
Il breve e tortuoso corso del Rigo si sviluppa in un'area scarsamente abitata del comune di Marsciano, tra le frazioni di Montelagello, Monte Vibiano Vecchio, Migliano  e Mercatello, dove sfocia nel Nestore.
Il torrente Rigo conserva benissimo la sua fauna e la sua flora, quasi indisturbate dall'attività umana. Lungo il Rigo possiamo trovare elci, ginepri e querce, in particolare.